# Raión de Salyán
Salyán (en azerí: Salyan) es uno de los cincuenta y nueve rayones en los que subdivide políticamente la República de Azerbaiyán. La capital es la ciudad de Salyán.

## Territorio y población
Comprende una superficie de 1799 kilómetros cuadrados, con una población de 116 448 personas y una densidad poblacional de 64,72 habitantes por kilómetro cuadrado.

## Economía
En el norte se encuentran los campos de petróleo de Kursenge y Karabaghli. Estas son de la Empresa Petrolera "Salyan Oil Company".

## Transporte
A través de la capital se extiende la línea de ferrocarril del sur de Azerbaiyán.